# Alfonso Varano
Alfonso Varano, född den 13 december 1705 i Ferrara, död där den 13 juni 1788, var en italiensk skald.
Varano levde som privatlärd för sina studier och sitt författarskap. Hos samtiden och den närmast följande tiden förvärvade han ett betydande namn genom sina Dodici visioni sacre e morali, i vilka han ville visa, att den italienska diktkonsten ännu kunde behandla allvarliga, särskilt religiösa ämnen. Han söker därför träda i Dantes fotspår och nyttjar terzinversmåttet som han. Men Varanos begåvning stod inte i proportion till hans ambition, och eftervärlden har inget synnerligt utbyte av att läsa honom, även om man måste respektera hans idealism och erkänna hans betydelse för den tid han levde i. Han skrev dessutom tragedier, några med kristliga ämnen. Bland utgåvor av hans verk kan nämnas Opere poetiche (Parma 1789) och Opere scelte (Milano 1818).

## Fotnoter
1. 1 2 3 4 5  Dizionario Biografico degli Italiani, 19602020, Dizionario Biografico degli Italiani: alfonso-varano, läs online, läst: 29 januari 2023.[källa från Wikidata]
2. ↑  Tjeckiska nationalbibliotekets databas, NKC-ID: xx0257540, läst: 19 december 2022.[källa från Wikidata]